# Autobahn
Az Autobahn a Kraftwerk 1974-es, negyedik nagylemeze. A címadó 22 perces Autobahnnak megjelent egy 3 perces szerkesztett változata, amely 25. lett a Billboard Hot 100 listán, míg Európában nagyobb sikereket könyvelhetett el, beleértve a 11. helyet a brit kislemezlistán. Az Autobahn a Kraftwerk első koncepcióalbuma.
Szerepel az 1001 lemez, amit hallanod kell, mielőtt meghalsz című könyvben.

## Az album dalai
| 1. | Autobahn | Ralf Hütter, Florian Schneider, Emil Schult | 22:42 |

| 1. | Kometenmelodie 1  | Hütter, Schneider | 6:26 |
| 2. | Kometenmelodie 2  | Hütter, Schneider | 5:48 |
| 3. | Mitternacht       | Hütter, Schneider | 3:43 |
| 4. | Morgenspaziergang | Hütter, Schneider | 4:04 |

## Közreműködtek
- Ralf Hütter – ének, elektromos hangszerek
- Florian Schneider – ének, elektromos hangszerek
- Klaus Röder – hegedű, gitár
- Wolfgang Flür – ütőhangszerek

## Fordítás
Ez a szócikk részben vagy egészben az Autobahn (album) című angol Wikipédia-szócikk ezen változatának fordításán alapul.  Az eredeti cikk szerkesztőit annak laptörténete sorolja fel. Ez a jelzés csupán a megfogalmazás eredetét és a szerzői jogokat jelzi, nem szolgál a cikkben szereplő információk forrásmegjelöléseként.